# بونه لوکزامبورگ
بونه بوهم (به فرانسوی: Bonne de Luxembourg) (۲۰ مه ۱۳۱۵ میلادی - ۱۱ سپتامبر ۱۳۴۹ میلادی) یا بونه لوکزامبورگ، همسر ژان دوم، پادشاه فرانسه و مادر شارل پنجم پادشاه فرانسه و فیلیپ دوم، دوک بورگوندی بود.